# DAF Trucks (ciclismo)
La DAF Trucks, nota anche come Jacky Aernoudt Meubelen, era una squadra maschile belga di ciclismo su strada, attiva nel professionismo dal 1979 al 1983.
Diretta da Fred De Bruyne e sponsorizzata da DAF, fu una delle squadre più competitive del periodo, annoverando tra le sue file ciclisti come Eddy Schepers, Roger De Vlaeminck, Hennie Kuiper, Bert Oosterbosch e Adrie van der Poel, e venendo invitata per cinque anni consecutivi al Tour de France. Fu dismessa nel 1983 dopo una stagione con la denominazione Jacky Aernoudt Meubelen.

## Cronistoria

### Annuario
| Anno | Codice | Nome                                      | Cat. | Biciclette | Dirigenza                                     |
| ---- | ------ | ----------------------------------------- | ---- | ---------- | --------------------------------------------- |
| 1979 | -      | DAF Trucks-Aida                           | Pro  | Lejeune    | Dir. sportivi: Fred De Bruyne                 |
| 1980 | -      | DAF Trucks-Lejeune                        | Pro  | Lejeune    | Dir. sportivi: Fred De Bruyne                 |
| 1981 | -      | DAF Trucks-Côte d'Or                      | Pro  | Gazelle    | Dir. sportivi: Fred De Bruyne, José De Cauwer |
| 1982 | -      | DAF Trucks-TeVe Blad                      | Pro  | Rossin     | Dir. sportivi: Fred De Bruyne, José De Cauwer |
| 1983 | -      | Jacky Aernoudt Meubelen-Rossin-Campagnolo | Pro  | Rossin     | Dir. sportivi: Fred De Bruyne, José De Cauwer |